# Barrage-réservoir de la Mapé
Le barrage-réservoir de la Mapé est un barrage de retenue camerounais situé dans l'arrondissement de Bankim (région de l'Adamaoua, département de Mayo-Banyo), à 11 km au nord-est de Magba, sur la rivière Mapé, Il est destiné à réguler le niveau du fleuve Sanaga afin d'augmenter la production d'hydroélectricité des barrages aval.

## Construction
Le projet a démarré en 1985, et la construction par la SONEL s'est achevée en 1988

## Gestion
| \| 500 km1:18 610 000 \| Lom-Pangar (30 Mw) Édéa(276,4 Mw) Mekin (15 Mw) Memve'ele (211 Mw) Mokolo (?? Mw) Song Loulou (384 Mw) Mapé (??? Mw) Lagdo (72 Mw) Chollet (600 Mw) |
| 500 km1:18 610 000 |

| 500 km1:18 610 000 |

| Centrales hydroélectriques existantes        |
| Centrales hydroélectriques en projet         |
| (192 Mw) Capacités installées (en Mégawatts) |

La gestion a successivement été assurée par la SONEL puis AES Corporation Sonel puis Eneo. En août 2015, cette dernière en a annoncé le transfert à Electricity Development Corporation, avec celle des barrages de retenue de Mbakaou et de la Mapé, dans le cadre d'une réforme réglementaire. 

## Pêche
Le lac, à cheval sur les régions du Nord-Ouest et de l'Amadaoua et du Nord-Est, a une profondeur maximum de 18 m, et une profondeur moyenne de 5 m. Il a été exploité de façon très intensive par des professionnels nigériens, nigérians et maliens pour  une activité artisanale de pêche (silures et tilapias). Les estimations des prises dans les années 1990 étaient de 1 500 tonnes par an, en constante diminution.